# 東京港
東京港（とうきょうこう）は、東京湾北西部にある港湾。日本の主要な国際貿易港（五大港）のひとつで、港湾法上の国際戦略港湾の指定を川崎港および横浜港と共に受け、国土交通省よりスーパー中枢港湾の指定を横浜港と共に受けている。港湾管理者は東京都。
港則法・関税法上は川崎港・横浜港と合わせて京浜港と見なされ、京浜港東京区となる（港則法上は特定港に指定されている）。
港湾法上の東京港の港湾区域と港則法上の京浜港の港域のそれぞれ東端には差異があり、港湾区域では荒川となるのに対して港域では旧江戸川となる。いずれも南は多摩川を境に川崎港または京浜港川崎区に隣接するのに対し、東は千葉港または千葉港葛南区に隣接しない。
臨港地区は江東区、中央区、港区、品川区、大田区に展開する。また、江戸川区の葛西海浜公園が東京港の公園として位置付けられている。
長年にわたる横浜からの猛烈な反対を受けて開港できずにいたが、1923年に発生した関東大震災ののち港湾設備の重要性が認識されて1925年に日の出桟橋が完成、満洲事変ののち横浜港を中継ぎ港としている時代ではないとして1932年に芝浦岸壁、1934年に竹芝桟橋が完成し、戦時中の1941年5月20日にようやく開港した。
1967年に国内初のコンテナ埠頭を品川に完成させ、1960年代末から顕在化した世界的なコンテナリゼーションの潮流にいち早く対応。外貿コンテナ個数は1998年から国内1位を維持している。2022年の外貿コンテナ個数は443万TEUで国内1位、世界46位となっている。

## 港勢（2022年）
- 入港船舶数: 21,412隻（外航: 4,423隻、内航: 16,989隻）
- 取扱貨物量: 83,925,539トン（外貿: 47,519,097トン、内貿: 36,406,442トン）
- 貿易額：22,863,377百万円（輸出：7,469,934百万円、輸入：15,393,443百万円）
- 輸出主要国・地域: 1) 米国、2)中国（香港を含む）、3) ベトナム、4) 台湾、5) タイ
- 輸入主要国・地域: 1) 中国（香港を含む）、2) 米国、3) ベトナム、4) タイ、5) 韓国

主な輸出入品種
輸出 1位: 産業機械 (16.9%) 2位: その他化学工業品 (16.6%) 3位: 再利用資材 (10.0%) 4位: 自動車部品 (9.8%) 5位: 電気機械 (7.0%)
輸入 1位: 衣類・身廻品・はきもの (13.0%) 2位: 電気機械 (10.0%) 3位: 製造食品 (7.6%) 4位: その他化学工業品 (6.6%) 5位: 家具装備品 (5.9%)

## 埠頭
| 順位 | 名前                       | 地域 | 隻数 | 総トン数   | 外航船 |
| ---- | -------------------------- | ---- | ---- | ---------- | ------ |
| 1    | 大井コンテナ埠頭           | 南部 | 2808 | 6131万4893 | 有     |
| 2    | 青海コンテナ埠頭           | 中部 | 1516 | 2281万6740 | 有     |
| 3    | 中央防波堤外側コンテナ埠頭 | 中部 | 928  | 1491万7033 | 有     |
| 4    | 品川内貿埠頭               | 内港 | 811  | 1094万0011 | 無     |
| 5    | 10号西岸壁                 | 中部 | 749  | 883万7819  | 無     |
| 6    | 品川コンテナ埠頭           | 内港 | 891  | 854万6229  | 有     |
| 7    | 竹芝埠頭                   | 内港 | 1676 | 450万0024  | 無     |
| 8    | 東京港フェリー埠頭         | 中部 | 347  | 438万4692  | 無     |
| 9    | 中央防波堤内側内貿埠頭     | 中部 | 250  | 265万9499  | 無     |
| 10   | 東京国際クルーズ埠頭       | 中部 | 53   | 170万9630  | 有     |

| 順位 | 名前                       | 地区 | 隻数 | 総トン数   | 外航船 |
| ---- | -------------------------- | ---- | ---- | ---------- | ------ |
| 1    | 大井コンテナ埠頭           | 南部 | 2808 | 6131万4893 | 有     |
| 2    | 竹芝埠頭                   | 内港 | 1676 | 450万0024  | 無     |
| 3    | 青海コンテナ埠頭           | 中部 | 1516 | 2281万6740 | 有     |
| 4    | 大井建材埠頭               | 南部 | 972  | 53万8792   | 無     |
| 5    | 中央防波堤外側コンテナ埠頭 | 中部 | 928  | 1491万7033 | 有     |
| 6    | 辰巳埠頭                   | 東部 | 927  | 34万0119   | 無     |
| 7    | 品川コンテナ埠頭           | 内港 | 891  | 854万6229  | 有     |
| 8    | 品川内貿埠頭               | 内港 | 811  | 1094万0011 | 無     |
| 9    | 10号西岸壁                 | 中部 | 749  | 883万7819  | 無     |
| 10   | 城南島建設発生土埠頭       | 南部 | 605  | 36万1624   | 無     |

| 順位 | 名前                       | 地域 | 取扱貨物量トン | 外航船 |
| ---- | -------------------------- | ---- | -------------- | ------ |
| 1    | 大井コンテナ埠頭           | 南部 | 2385万6527     | 有     |
| 3    | 東京港フェリー埠頭         | 中部 | 1057万1220     | 無     |
| 2    | 青海コンテナ埠頭           | 中部 | 968万9675      | 有     |
| 9    | 中央防波堤外側コンテナ埠頭 | 中部 | 669万2888      | 有     |
| 4    | 10号西岸壁                 | 中部 | 623万2718      | 無     |
| 5    | 品川コンテナ埠頭           | 内港 | 383万7793      | 有     |
| 6    | 品川内貿埠頭               | 内港 | 250万7190      | 無     |
| 10   | 大井建材埠頭               | 南部 | 143万4024      | 無     |
| 7    | 城南島建設発生土埠頭       | 南部 | 89万1200       | 無     |
| 8    | 中央防波堤内側内貿埠頭     | 中部 | 87万2597       | 無     |

## 南部地区

### 大井埠頭
大井コンテナ埠頭
岸壁総延長2,354m、水深は全域で15m、ヤード面積945,750m2、1号 (O1)〜7号 (O7) の7バースに20基のガントリークレーンを有し、北米・欧州方面の長距離基幹航路に就航する大型コンテナ船が主に入港する、東京港のみならず日本を代表するコンテナターミナルである。京浜外貿埠頭公団が1969年に着工し1971年〜1975年までに当初計画の水深13m・全8バースが完成。その後公団から施設、業務を承継した東京港埠頭公社が1996年から2004年にかけ再整備を行い水深15m・7バース体制に再編・高規格化された。7バースすべてが東京港埠頭株式会社（旧東京港埠頭公社を2008年4月改組）が管理する船社専用埠頭。現在の借受船社は北から順に川崎汽船（O1-O2）、商船三井（O3-O4）、台湾船社ワンハイラインズ（O5）、日本郵船（O6-O7）。特に川汽、商船三井、郵船の専用ターミナルは、いずれも年間60万TEU規模を扱う、邦船3社にとって国内最大の物流拠点として機能している。荷役方式は全域トランスファークレーン（トランステナー）方式。荷役を担当する港湾運送事業者(ターミナルオペレーター)は、O1-O2がダイトーコーポレーション・東京国際港運、O3-O4が国際コンテナターミナル・宇徳、O5が東海運、O6-O7が日本コンテナ・ターミナル・ユニエツクスの各社。
大井水産物埠頭
延長450m、水深12m、OJ,OK の2バースを有する。輸入水産物を扱う。
大井食品埠頭
延長610m、水深11〜12m、OL,OM,ON の3バースを有する。青果等の輸入食品を扱う。

### 城南島
大井建材埠頭
延長280m、水深5m、OOD〜OOG の4バースを有する。内貿の砂利・石材等を扱う。
城南島小型油槽船係留施設
延長387m、水深4m、OOT バースがある。1989年に整備された。
城南島建設発生土埠頭
延長160m、水深7.5m、OOI バースがある。都内の民間建設発生土の積み出しを行う。

## 内港地区

### 品川埠頭

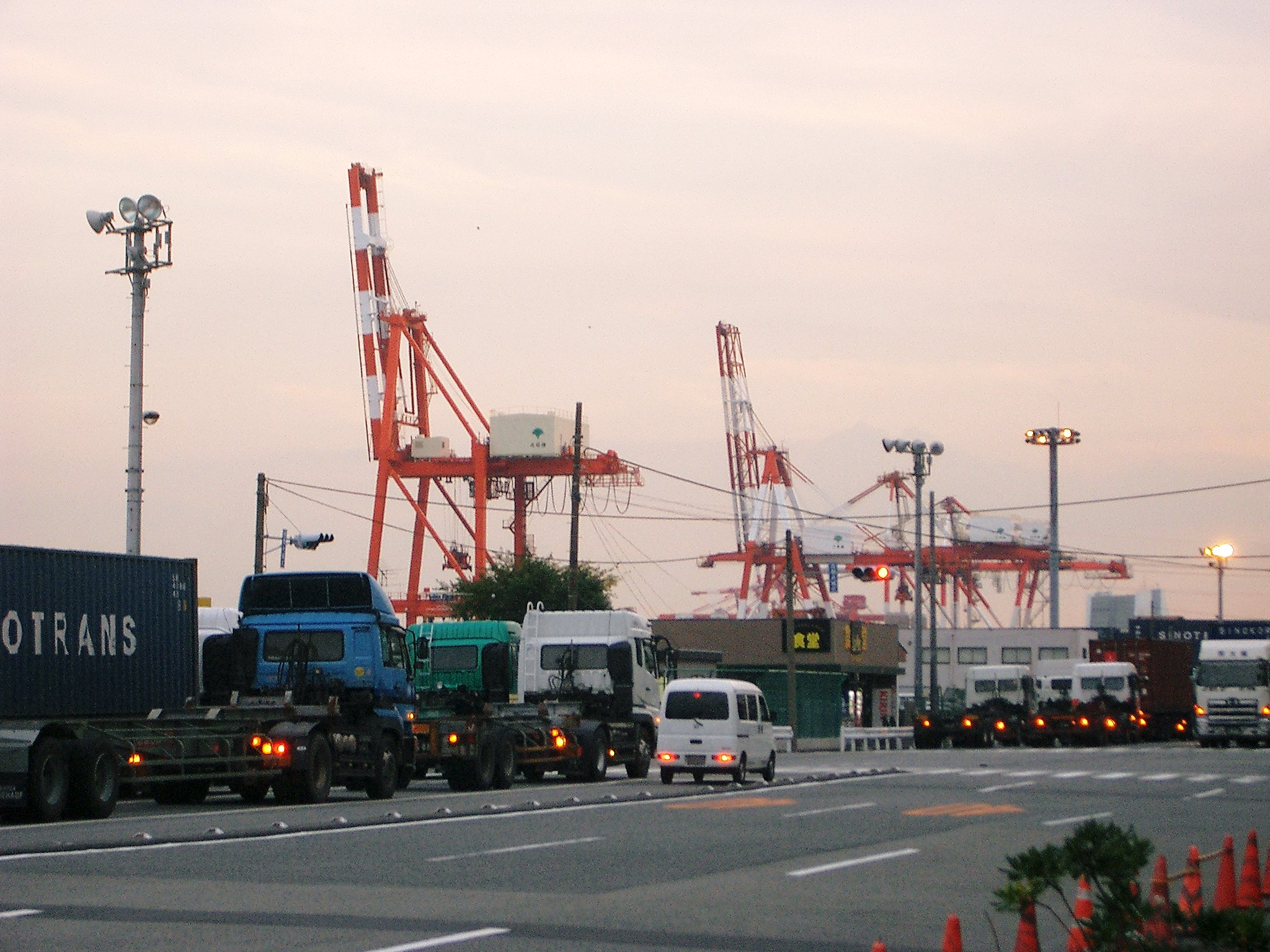
品川埠頭

品川コンテナ埠頭
岸壁総延長555m、岸壁水深10m、ヤード面積79,939m2、SC,SD,SE の3バースに4基のガントリークレーンを有する。1967年9月、神戸港摩耶埠頭と並び、日本で初めてフルコンテナ船が寄港した歴史あるコンテナ埠頭である。現在は日韓・日中・東南アジアなどアジア近海航路用の埠頭として利用されている。荷役方式はストラドルキャリア・シャーシ併用方式。荷役を担当する港湾運送事業者(ターミナルオペレーター)は、第一港運・住友倉庫・東海運・日本通運・山九の各社。
品川外貿埠頭
延長570m、水深10m、SF,SG,SH の3バースを有する外貿雑貨埠頭である。
品川内貿埠頭
延長475m、水深8m、SI,SJ,SK の3バースを有する北海道定期航路用の埠頭である。

### 芝浦埠頭
延長879m、水深2.7m〜7.5m、内貿雑貨の B〜G と東海汽船の S2,S3バースがある。70年近くが経ち施設の老朽化が著しい為、再開発計画がある。

### 日の出埠頭

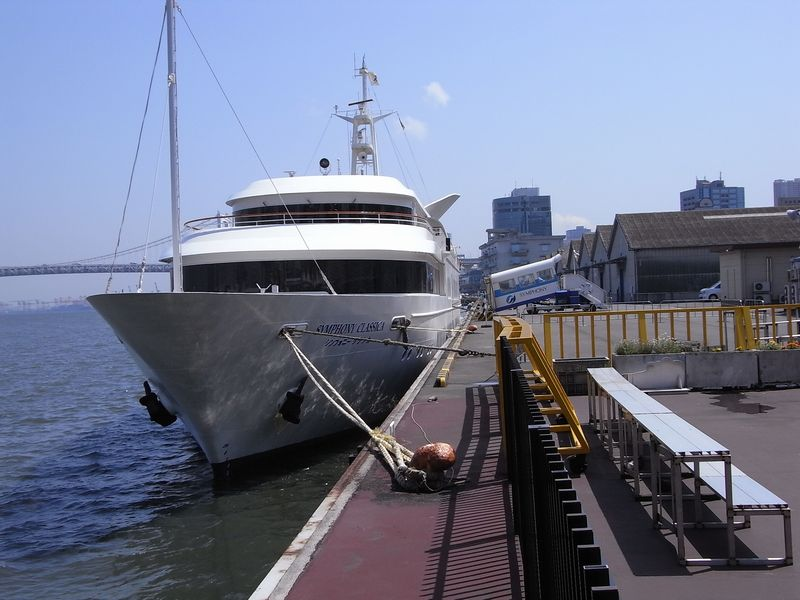
日の出桟橋（2008年7月4日撮影）

1925年に完成し、1926年3月から運用が開始された東京で初めての埠頭である。当時その機能を担っていた横浜の強い反対もあり、これ以前の東京には港湾設備が整っていなかった。延長564m、水深6.7m、H〜M の6バースがある。古くから非鉄金属・化学薬品等の内貿の拠点として利用されているほか、一般には台場・有明方面への水上バスや東京湾クルーズなどが発着する日の出桟橋として知られている。敷地内にはベンチや望遠鏡が設置されており、東京港の夜景を楽しむカップルに人気がある。また、桟橋待合所の隣にはコンビニエンスストアや食堂もある。この食堂は建物2階にあるため東京港が一望でき、近隣ビルのビジネスマンやタクシー・観光バスの乗務員などに利用されている。令和の今も日の出ふ頭にある倉庫群は埠頭が造成された1925年に建てられたもので、東京港最古の倉庫である。夜はライトアップされ水上観光に一役買っている。
日の出桟橋は東京都港湾局により震災時の帰宅困難者や救援物資の輸送拠点となる震災時水上輸送基地に指定されている。
この埠頭付近は港湾整備される前の1917年に第3回極東選手権競技大会の会場となった場所である。
- 東京都観光汽船
- シーライン東京

### 竹芝埠頭

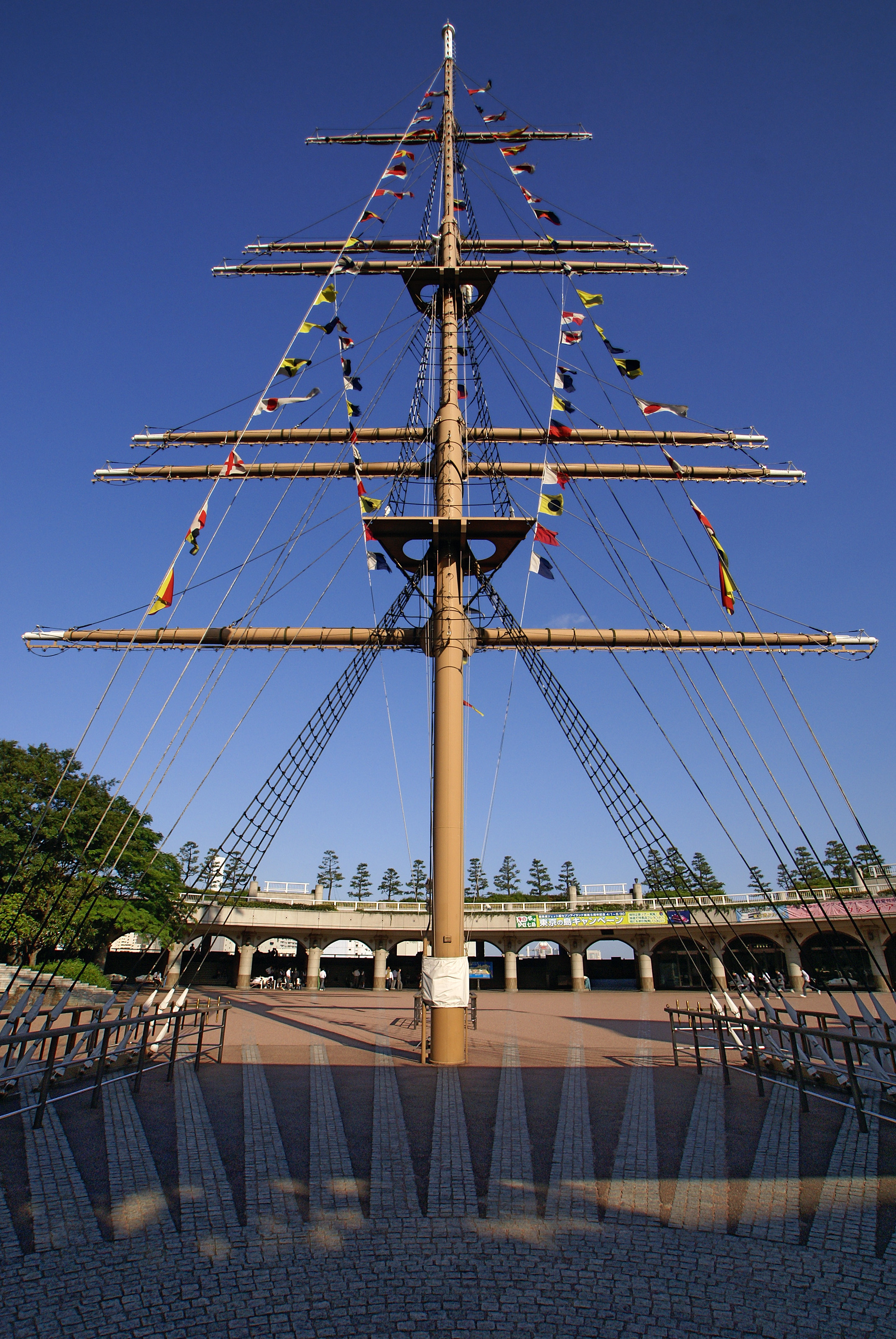
竹芝埠頭公園と竹芝客船ターミナル（奥）

延長465m、水深7.5m、N,O,P の3バースからなる。伊豆諸島・小笠原諸島への人や物資の玄関口としての機能のほか、第三セクターの竹芝地域開発株式会社による整備・再開発が行われた。

#### 竹芝旅客ターミナル
一般には竹芝桟橋の名称で知られる。下記の海運会社が主として使用している。
1階岸壁からの乗船はタラップを使用して乗船する。また、2階ボードウォークにもサテライト乗船口がありボーディングブリッジを使用して乗船する。
- 東海汽船
  - - 久里浜港 - 伊豆大島 - 利島 - 新島 - 式根島 - 神津島 （ジェットフォイル「超高速ジェット船セブンアイランド」）
  - - 横浜港 - 伊豆大島 - 利島 - 新島 - 式根島 - 神津島 （貨客船「大型客船さるびあ丸・橘丸」）
  - - 三宅島 - 御蔵島 - 八丈島 （貨客船「大型客船さるびあ丸・橘丸」）
  - 東京湾納涼船（夏期のみ）

- 小笠原海運
  - - 小笠原・父島 （おがさわら丸）

かつて使用していた海運会社
- 東京ヴァンテアンクルーズ(2020年6月30日　事業停止)

### 月島埠頭

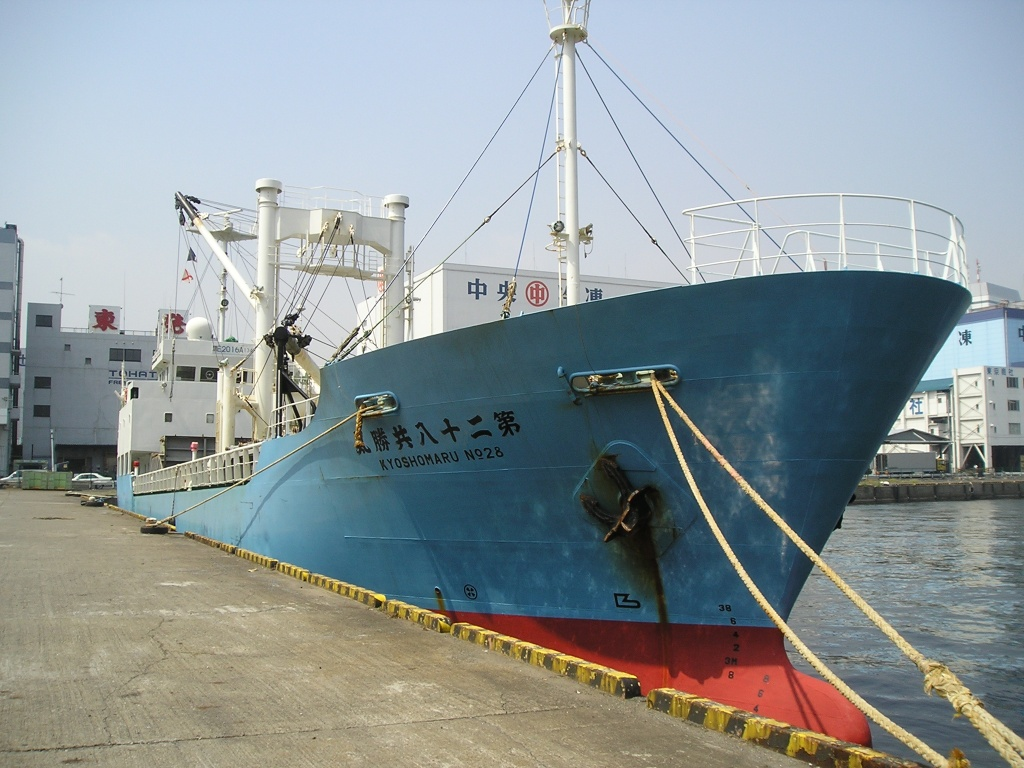
共勝丸（月島埠頭）

延長1,351m、水深3m〜7.5m、F0〜F2,F4〜F6 の各バースがあるが、船席数は2である。水産品・窯業品・鉄鋼等を扱う。
- 共勝丸
  - 東京港・月島埠頭 - 東京港・10号地埠頭 - 小笠原・父島 - 小笠原・母島

※不定期の貨物船だがキャビンを持つ（10号地埠頭での旅客扱いは行わない）

### 辰巳埠頭
住所：東京都江東区辰巳三丁目30
延長1,040m、水深5m、NA〜NM の13バースからなる。豊洲・晴海開発整備計画に基づき2002年から供用開始した。豊洲・晴海埠頭の機能が移転されており、内貿雑貨・鉄鋼を扱う。

### 晴海埠頭

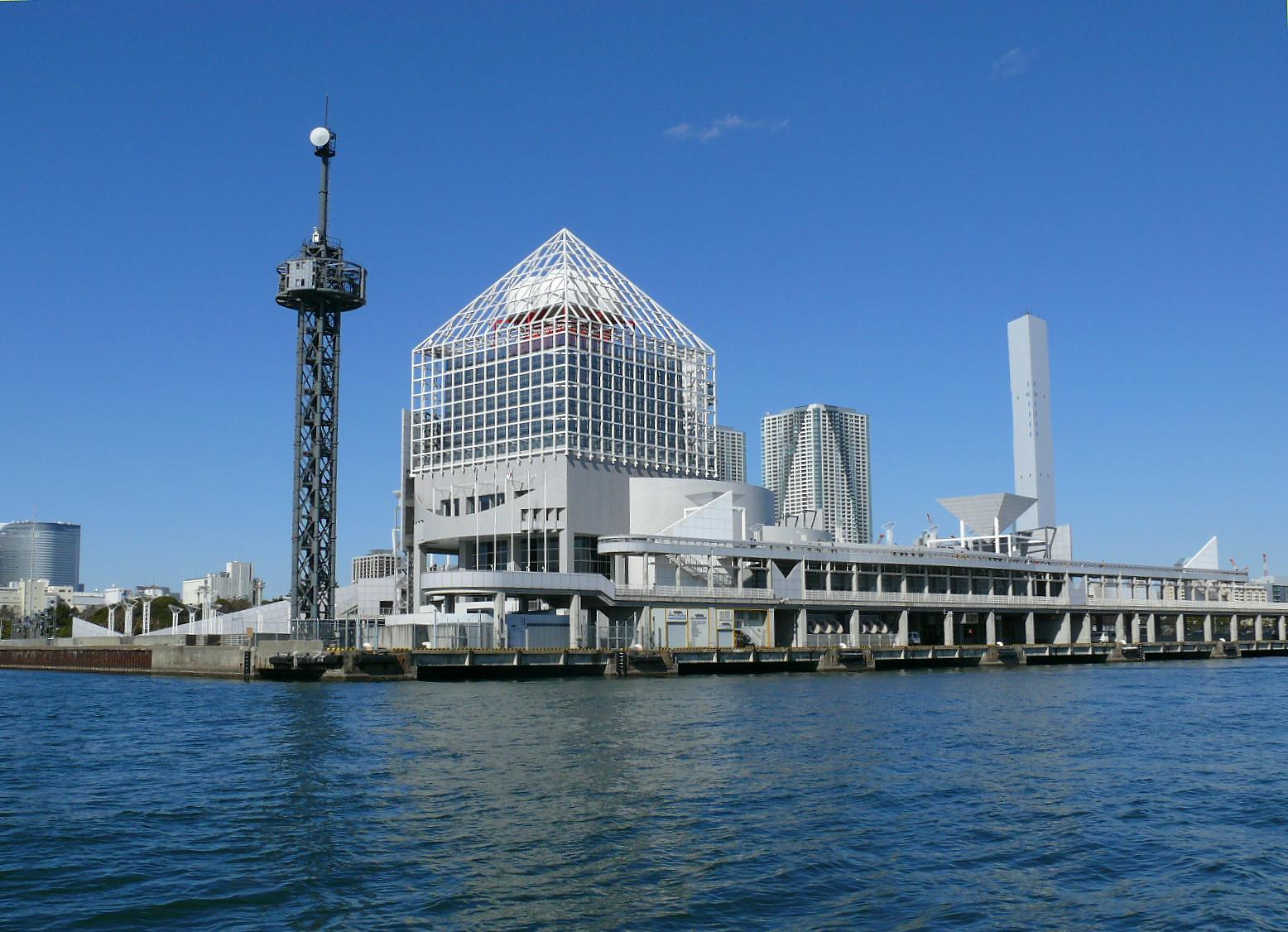
晴海客船ターミナルを海側より望む。

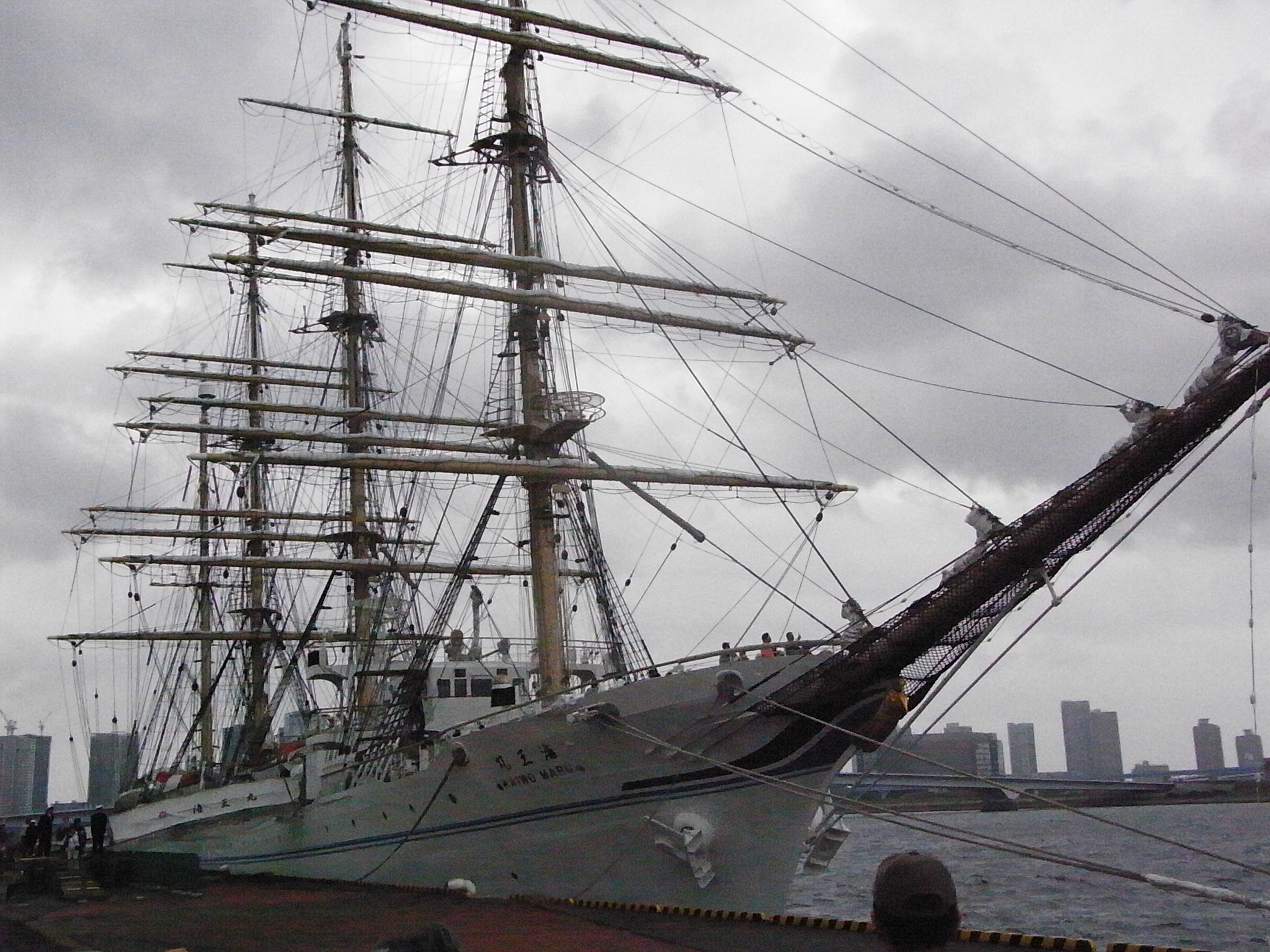
「第62回東京みなと祭（晴海客船ターミナル）」の「海王丸」（2009年5月17日撮影）

1991年5月に供用を開始した。延長1,189m、水深9 - 10m、HF - HL の7バース、客船ターミナルが整備されていた。内外の客船が入港する海の玄関口として多くの大型船が入港したほか、南極観測船しらせも寄港した。
東京港が開港50周年を迎えた1991年には晴海客船ターミナルが開館した。建築設計は竹山実。「特捜エクシードラフト」など東映特撮ヒーロー物の特撮作品などのロケ地として多用された。ターミナルや晴海ふ頭公園の展望台からの夜景を目当てにカップルが集まるデートスポットでもあった。
東日本大震災による影響で2011年3月から7月31日までは使用不能となった（8月1日から再開）。
なお、2020年東京オリンピックでは選手村（HARUMI FLAG）の整備が進められた。
船舶の大型化及び豊洲・晴海開発整備計画の一部改定により、2017年（平成29年）5月に東京港港湾計画が一部変更され、内港地区の晴海ふ頭の旅客船ふ頭は廃止され、中部地区（13号地）に整備する旅客船ふ頭に機能を集約することになった。2020年に青海埠頭に新設された東京国際クルーズターミナル（後述）の開業を受け、晴海客船ターミナルは2022年2月20日で閉館となった。
ただし、大規模地震対策施設計画により、大規模地震発生時の緊急物資輸送に対応するため、内港地区の晴海ふ頭には耐震強化岸壁を有する延長240m、水深10.0m、1バースが整備されることになった。

### 朝潮埠頭
延長1,074m、水深3〜5m、G5,G6,G7バースからなる。晴海埠頭とともに砂糖・製材・米などの輸入貨物を扱う。

### 豊洲埠頭
延長283m、水深4m、T2バースがある。豊洲・晴海開発整備計画に基づき今後この用地は複合施設として再開発される予定である。
1950年11月16日利用開始。当時は、石炭の荷揚げを行っていた。

## 中部地区

### 青海埠頭

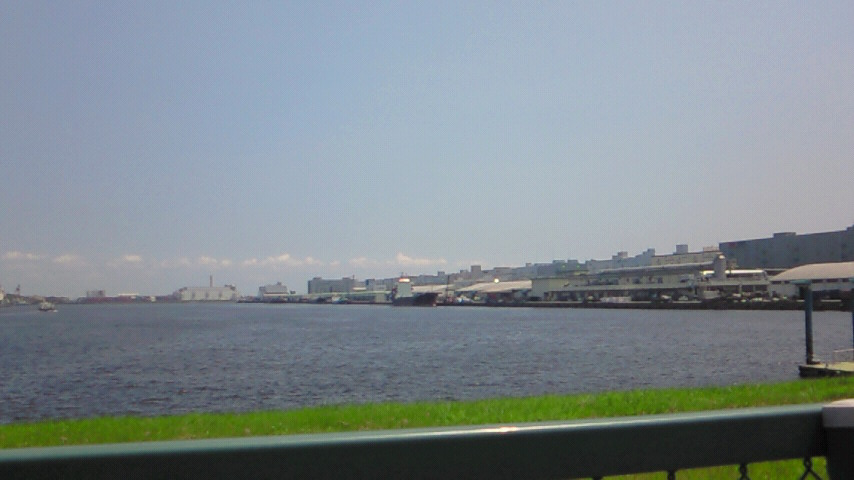
お台場ライナー埠頭全景

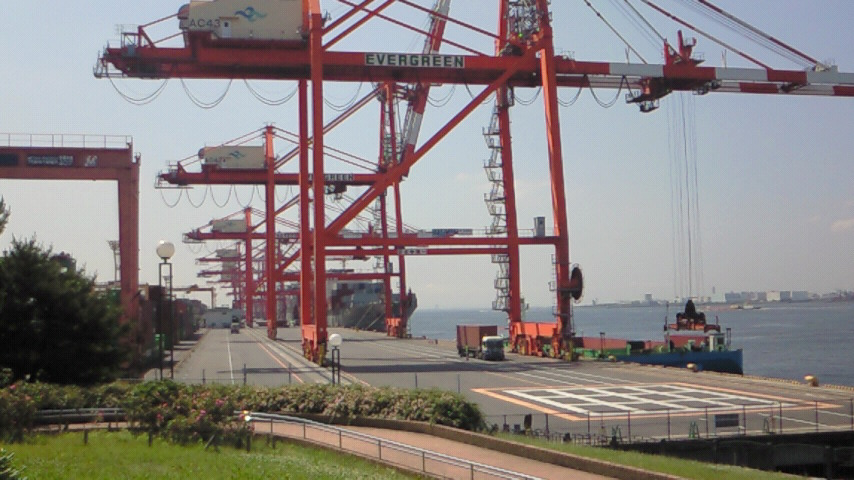
青海コンテナ埠頭
岸壁総延長1,570m、岸壁水深13〜15m、A0,A1,A2,A3,A4の計5バースを有し、ヤード面積479,079m2、ガントリークレーン12基を有し、1994年に本格供用を開始した新しいコンテナ埠頭である。A0〜A2は主に日中航路が利用する公共埠頭であるが、A3〜A4は東京港埠頭株式会社が管理する船社専用埠頭となっている。専用埠頭の借受船社はA3が韓進海運(韓国)、A4はエバーグリーン(台湾)。荷役方式はA0〜A2バースがストラドルキャリア・シャーシ併用方式、A3〜A4バースはトランスファークレーン（トランステナー）方式である。荷役を担当する港湾運送事業者(ターミナルオペレーター）は、A0〜A2が三井倉庫・日本通運・住友倉庫・第一港運・山九・伊勢湾海運、A3が三井倉庫・日本通運、A4が鈴江コーポレーションの各社。
お台場ライナー埠頭
岸壁総延長1,800m、岸壁水深10m、AA〜AI の9バースを有し、コンテナ船を除いた外貿在来船の主力埠頭である。1973-74年にかけ京浜外貿埠頭公団が「お台場公団埠頭」として建設、1982年の公団解散に伴い東京港埠頭公社が施設・業務を承継した。現在は東京港埠頭株式会社が1バース単位で港湾運送事業者計18社に貸付を行う。各バースごとに上屋が9棟設置されており、紙・金属くず・製材・タイヤ・パルプ・青果物・鋼材などの外貿雑貨を取り扱う。
- 借受け港湾運送事業者
1号・・・東京国際埠頭・富士港運・東海運
2号・・・ダイトーコーポレーション・東海海運
3号・・・山九・相模運輸倉庫
4号・・・栗林運輸・三協運輸・鈴江コーポレーション
5号・・・栗林運輸・ケイヒン
6号・・・三協運輸・三菱倉庫
7号・・・日本通運・望月海運
8号・・・三井倉庫・住友倉庫
9号・・・宇徳・アサガミ

#### 東京国際クルーズターミナル
晴海ふ頭の晴海客船ターミナルには、国際クルーズ路線に対応した出入国管理設備があったが、レインボーブリッジ（高さ52m）により大型クルーズ客船の寄港は困難であった。そのため、品川埠頭、大井ふ頭の貨物用埠頭を利用するクルーズ船もあり、2020年までに新ふ頭ターミナルビルの建設を決めた。2018年7月9日に「東京国際クルーズターミナル」の名称が発表され、2020年7月14日に開業することとなった。

### 有明（10号地埠頭）

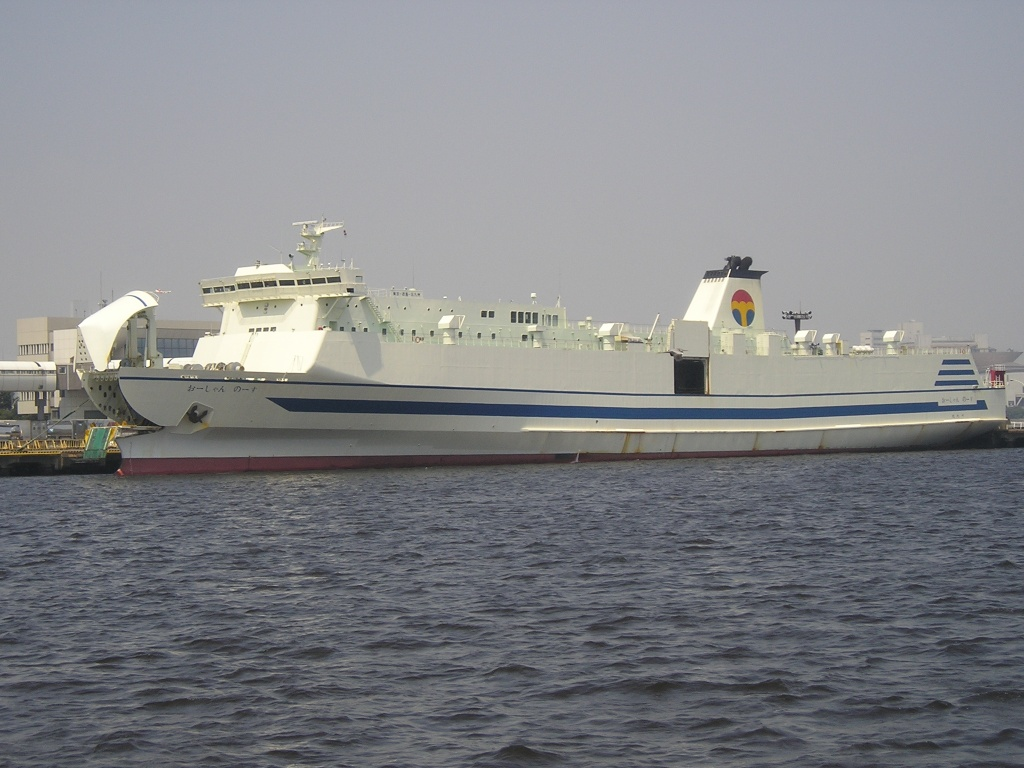
おーしゃんのーす（オーシャントランス）

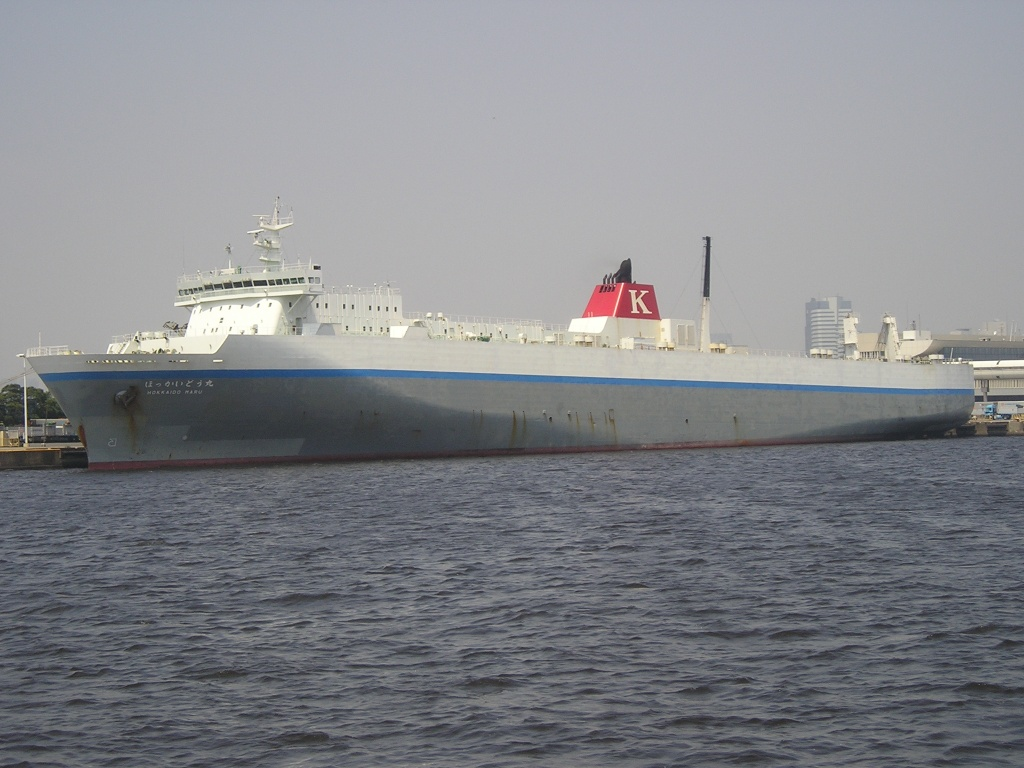
ほっかいどう丸（川崎近海汽船）

10号地埠頭
延長2,420m、水深5〜7.5m、VA〜VK,VL〜VX の24バースからなる。内貿の紙・製材・自動車などを扱い、内航 RO-RO船・R/C船による定期航路が就航する。
10号地その1多目的埠頭
延長180m、水深7.5m、MP バースがある。
有明埠頭
延長750m、水深5m、RA〜RJ の10バースがある。官庁船が利用する。
フェリー埠頭（有明）
延長902m、水深7.5〜8.5m、VAA〜VAD の4バースがある。北海道・九州・四国とを結ぶフェリー航路と東京 - 北海道間の RO-RO船による定期航路が就航する。
東京港フェリーターミナル
- 第3バース(VAC)：オーシャントランス「オーシャン東九フェリー」
  - - 徳島港 - 新門司港

※第1バース、第2バース、第4バースからフェリーは発着しない。
沖縄・奄美航路
- マルエーフェリー（RO-RO船）
- 琉球海運・近海郵船（RO-RO船・近郵は月曜日、琉球海運は水曜日と金曜日出港。荷役は近郵が日本通運東京海運支店、琉球海運が宇徳東京支社）
- 共勝丸
  - 東京港・月島埠頭 - 東京港・10号地埠頭 - 小笠原・父島 - 小笠原・母島

※不定期の貨物船だがキャビンを持つ（10号地埠頭での旅客扱いは行わない）

## 中央防波堤地区

### 中央防波堤内側ばら物埠頭
岸壁延長240m、岸壁水深12m、X2バース。アンローダーとベルトコンベアを備え、主として外貿石炭・鉱産物を扱う。

### 中央防波堤内側外貿雑貨埠頭（上組東京コンテナターミナル）
岸壁延長260m、岸壁水深10m、X3バース。上組東京支店が保有する私設バース。もとは豊洲の東京鉄鋼埠頭の移転用施設として建設されたが、移転計画中止と施設所有第三セクターの解散を受け、岸壁本体を上組が購入。背後埠頭用地を東京都から借受け自社でガントリークレーンを2基設置。国内では珍しい私設コンテナ埠頭として2004年2月に供用開始した。中国遠洋運輸集団(COSCO)の日中航路用として主に利用されているほか、青果棟「上組東京多目的物流センター」を建設して、フィリピンからDoleと住友商事のバナナ・パイナップルを輸送する外貿在来船を週1便受け入れている。

### 中央防波堤外側コンテナ埠頭
岸壁延長230m、岸壁水深11m。2017年供用開始のY1バースと2019年現在整備中のY2バースの計2バースを有する。東京港埠頭株式会社が管理する船社専用埠頭。借受船社はY1バースが上組、Y2バースが三井倉庫・日本通運・住友倉庫・山九（予定）。

## 東部地区

### 若洲
15号地埠頭
延長190m、水深11m、LA バースがあり、暫定的に北海道からの内貿を取り扱う。日本通運東京海運支店が管理する。
15号地木材埠頭
延長720m、水深12m、LB,LC,LD の3バースがある。製材専門の埠頭として主に北米・カナダの輸入製材を扱う。この埠頭は商社・港湾業者・木材業者等の合同出資による東京木材埠頭株式会社が管理する。
若洲建材埠頭
延長370m、水深5m、LLC〜LLF の4バースからなる。国内の砂利・建設資材等を扱う。

## 歴史

### 近世
東京港の歴史は、15世紀に江戸城を築いた太田道灌が江戸前島西側の平川河口（日比谷入江）に江戸湊を開き、海上輸送を行ったのが始まりであると言われている。その後17世紀になり江戸に幕府が開府してからは、江戸庶民の生活に必要な物資の輸送手段として大量輸送できる海運がそれまでより一層重視され、諸国とを結ぶ廻船の重要な寄港地として大きな役割を果たした。

### 明治時代
1858年に日米修好通商条約が締結され、1859年に横浜港が国際港として開港したものの、東京港はその後80年以上開港しなかった。横浜港に代わって東京港を国際港として開港すべきと言う意見はあったが、横浜の熾烈な反対により築港計画は1885年に廃案になった。その後、隅田川口改良工事の名目で近代的な港湾としての整備が行われ、1906年から第1期工事が始まり、永代橋から台場までの航路を浚渫した。1911年には第2期工事も始まり、東部では1910年に枝川改修工事が始まった。

### 大正時代
大正前期の頃にはまだ船を受け入れるための港湾設備は整っていなかったが、艀賃高騰に苦慮した回漕店主・荒川敬が鉱山事業家の田中長兵衛に（横浜ではなく）直接東京に船を乗り入れることを提案。1917年（大正6年）に田中所有の第三長久丸（664ｔ）が芝浦に入港したのが東京の港に汽船が着いた第一号とされる。その後1922年に第3期隅田川口改良工事が始まったが、翌1923年9月に関東大震災が発生。支援物資の受け入れが問題になった。そのため日の出埠頭・芝浦埠頭・竹芝埠頭の開発が始まり、1925年に日の出埠頭が完成した。同年、南部では目黒川改修工事が始まり、現在の天王洲アイルの方に河口を直線化する工事を行った。

### 昭和時代

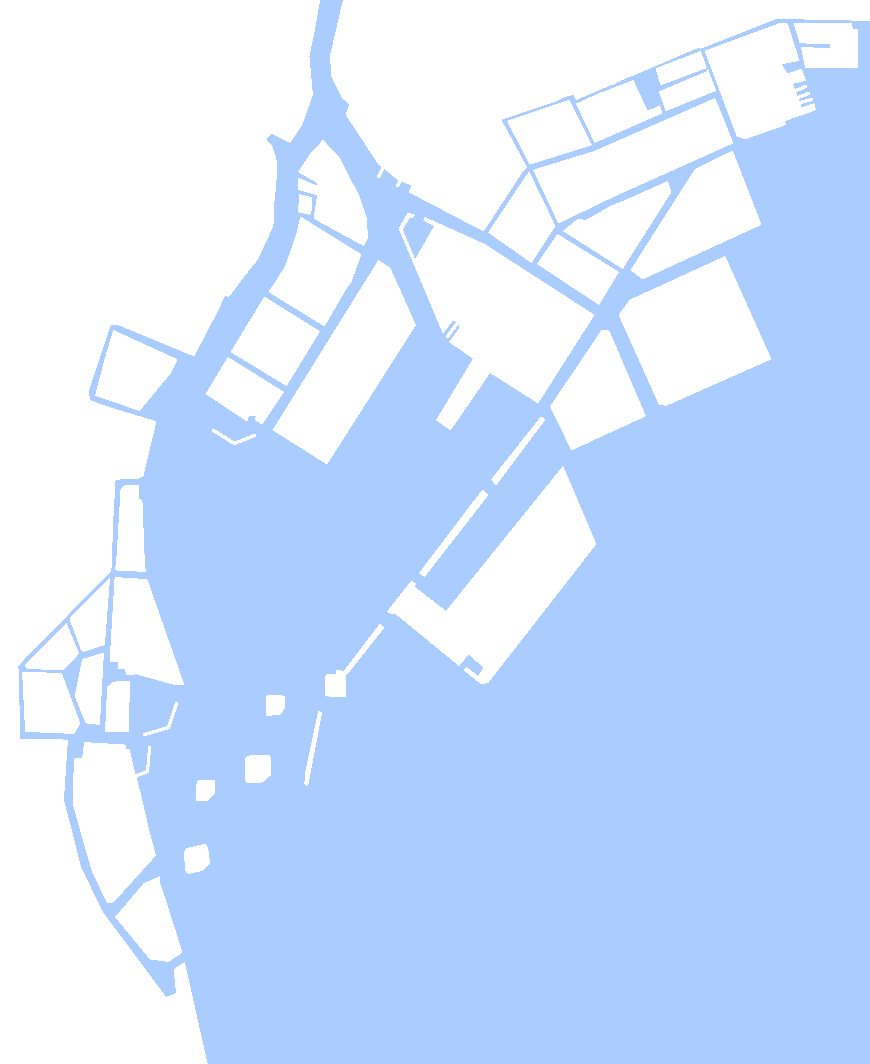
1952年の東京港

1930年に東京港修築事業が始まり、1933年に勝鬨橋の工事が始まった。1932年には芝浦埠頭、1934年に竹芝埠頭が完成した。東部では1938年に越中島駅敷地造成事業計画が始まり、南部では1939年に京浜運河開削工事が始まった。1940年の紀元2600年記念日本万国博覧会は中止されたが、1941年5月に国際港として開港した。

### 第二次世界大戦後
戦後の経済成長に伴い首都直下の港湾施設の拡張が急務となり、豊洲埠頭が整備された。1951年には特定重要港湾に指定され、間もなく晴海埠頭も整備される。その後の世界的なコンテナリゼーションに対応するため、1967年に品川埠頭が神戸港摩耶埠頭とともに日本初のコンテナターミナルとして運用を開始し、1975年に大井コンテナ埠頭が完成、全国でも最大級の連続8バースにわたるコンテナターミナルが誕生した。その後1985年に青海コンテナ埠頭の運用も開始。2004年には大井コンテナ埠頭再整備（7バース再編・大水深化）も完了。戦後処理によってGHQに港湾機能の多くを接収されていた（現在も一部は接収が解除されていない）横浜港を尻目に急成長して、2000年代には横浜港を抜いて東日本最大の港となり、五大港の一つとして今日では日本の港湾物流の中心的な役割を担う。

## 埋立地
東京港の埋立事業は、古くは江戸時代から行われている。以下はその一部の記載である。

### 東京湾の浚渫工事
工事事業名は「東京湾澪浚（みおさらい）工事」。航路の浚渫（しゅんせつ）が主目的で、当初は浚渫土の再利用で埋立地を造成したことがうかがえる。
1883年（明治16年）〜1896年（明治29年）
- 1号地: 中央区月島
- 2号地: 中央区勝どき1〜4丁目
- 3号地: 中央区勝どき5〜6丁目
- 4号地: 中央区晴海

### 隅田川口改良工事

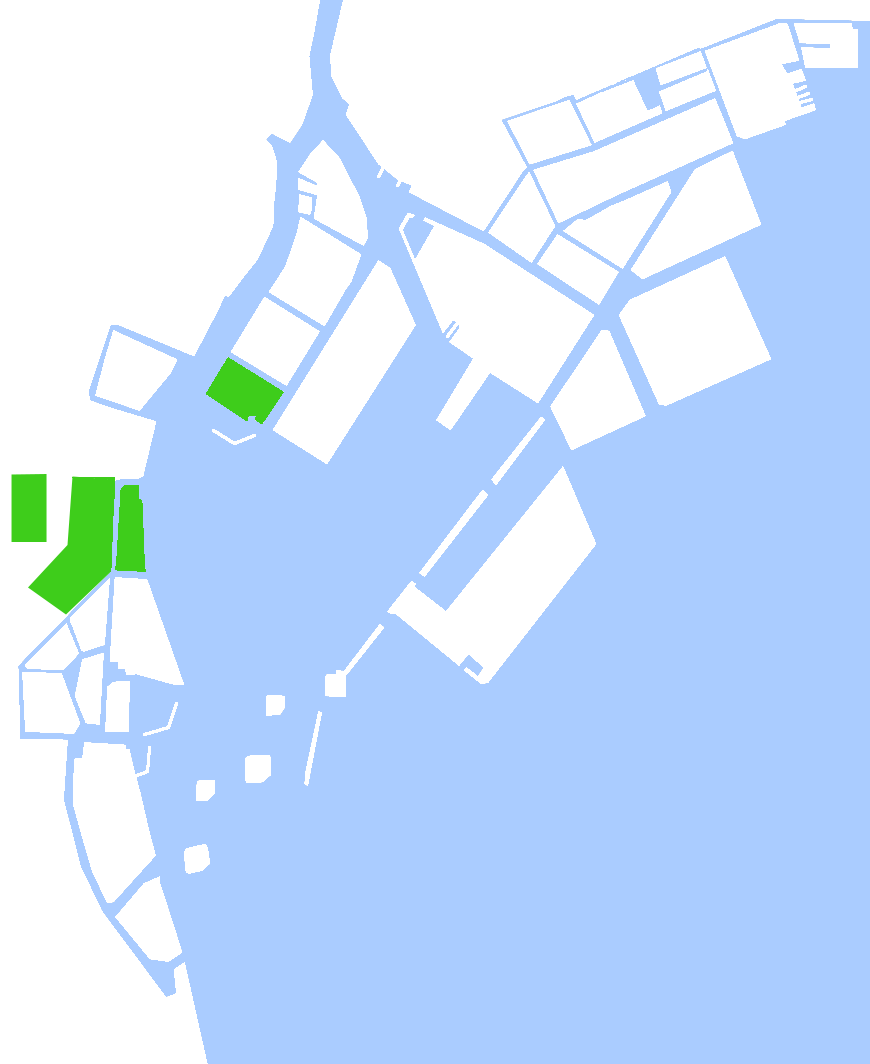
第1期の隅田川口改良工事の対象地域

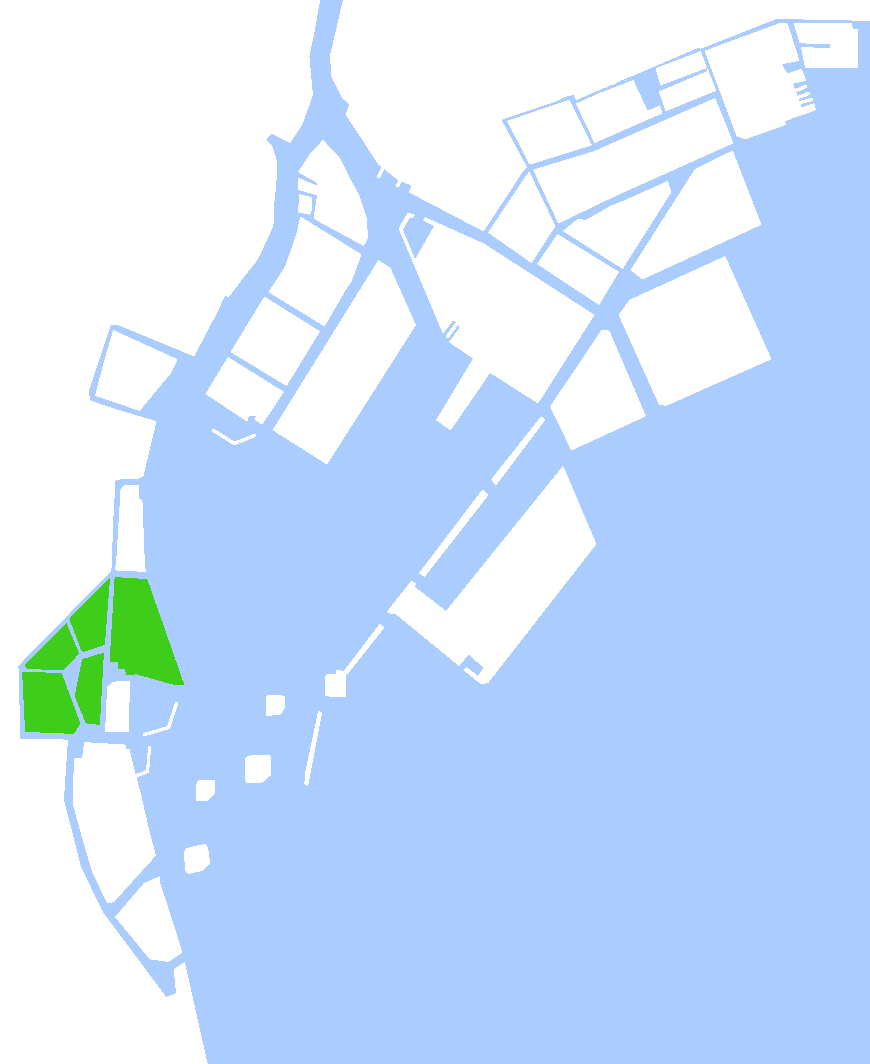
第2期の隅田川口改良工事の対象地域

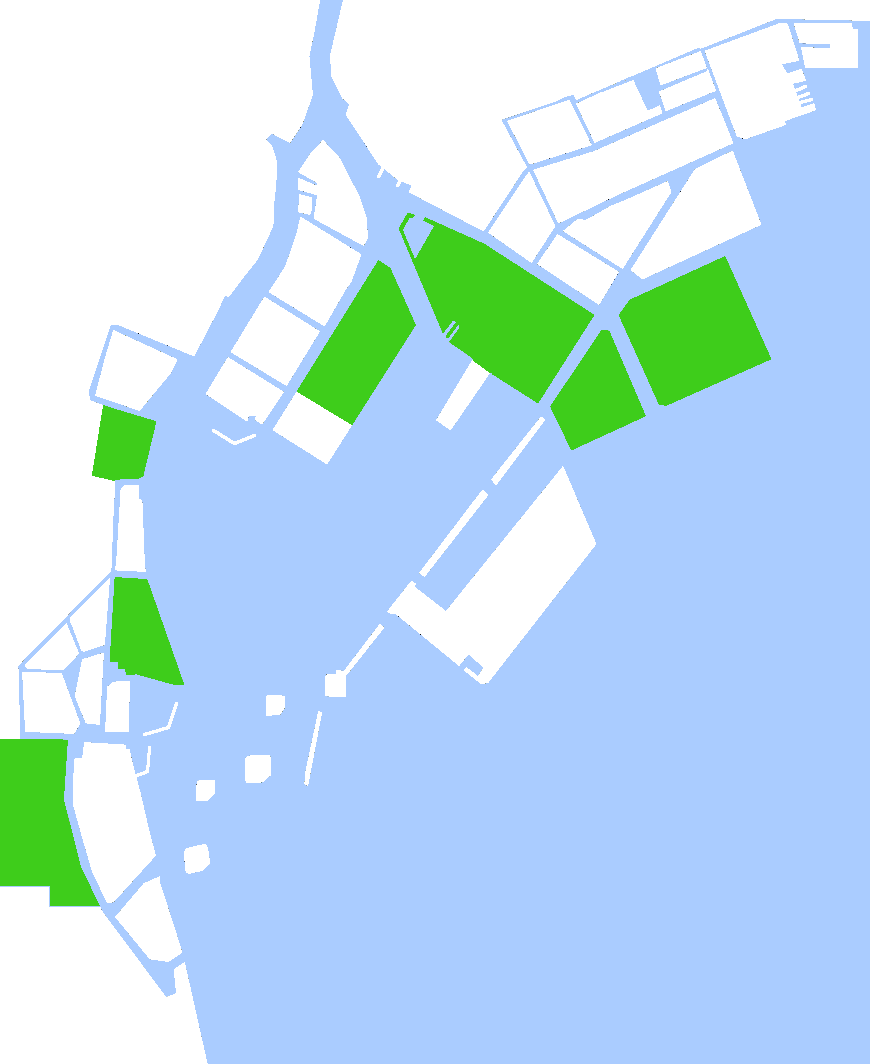
第3期の隅田川口改良工事の対象地域

第一期　1906年（明治39年）〜1913年（大正2年）
- 第1号埋立地: 中央区勝どき5〜6丁目
- 第2号埋立地: 港区海岸2丁目
- 第3号埋立地: 港区芝浦1丁目
- 第4号埋立地: 港区芝浦1丁目
- 入間川埋立地: 港区芝2丁目
- 第5号埋立地: 港区芝浦1丁目

第二期　1911年（明治44年）〜1920年（大正9年）
- 第1号埋立地: 港区海岸3丁目
- 第2号埋立地: 港区芝浦2丁目
- 第3号埋立地: 港区芝浦3丁目
- 第4号埋立地: 港区芝浦4丁目
- 第5号埋立地: 港区芝浦4丁目
- 第6号埋立地: 港区芝浦4丁目

第三期　1922年（大正11年）〜1935年（昭和10年）
- 第1号埋立地: 港区海岸1丁目（竹芝）
- 第2号埋立地: 港区海岸3丁目
- 第3号埋立地: 港区港南1〜2丁目
- 第4号埋立地: 中央区晴海1〜4丁目
- 第5号埋立地: 江東区豊洲
- 第6号埋立地: 江東区東雲1丁目
- 第7号埋立地: 江東区辰巳1〜2丁目

### 枝川改修工事

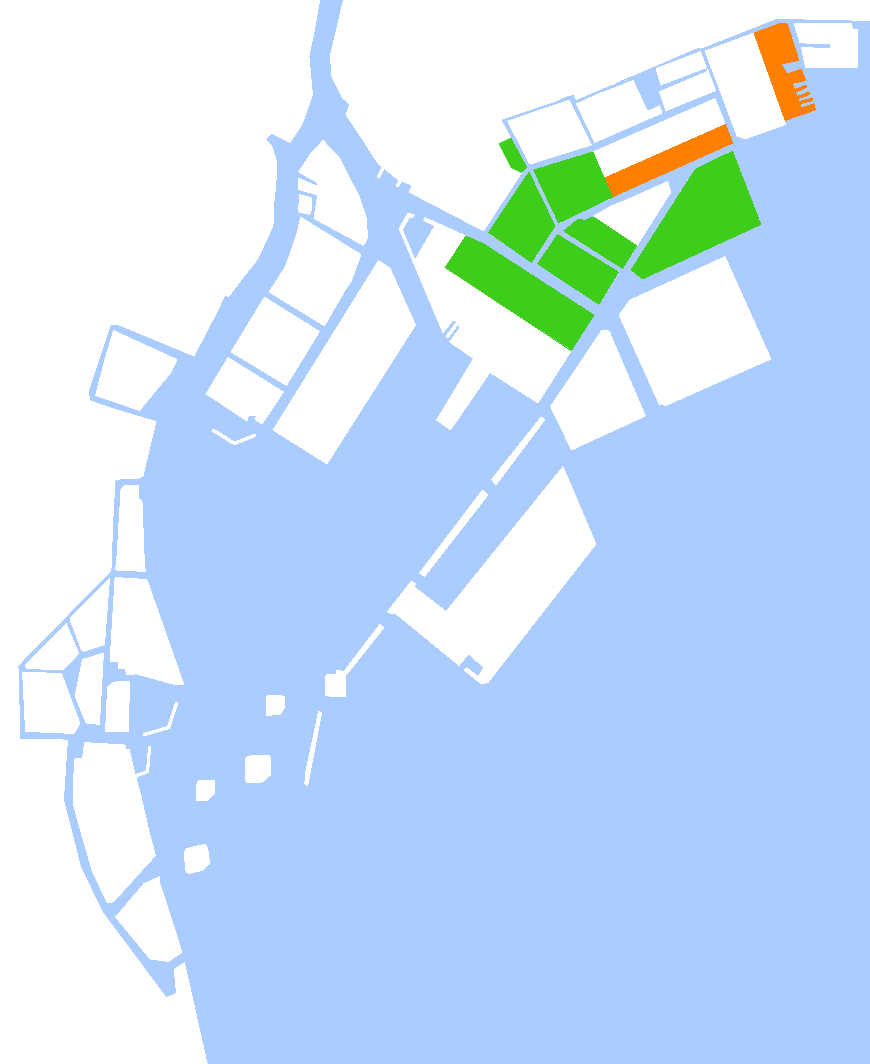
緑は枝川改修工事、オレンジは越中島駅敷地造成事業の地域

1910年（明治43年）〜1923年（大正12年）
- 1号埋立地: 江東区塩浜2丁目（塩崎）
- 2号埋立地: 江東区塩浜1丁目（浜園）
- 3号埋立地: 江東区古石場3丁目1番
- 4号埋立地: 江東区枝川2丁目
- 5号埋立地: 江東区枝川1丁目
- 6号埋立地: 江東区豊洲4丁目
- 7号埋立地: 江東区豊洲3丁目
- 8号埋立地: 江東区潮見1〜2丁目

### 目黒川改修工事
1925年（大正14年）〜1931年（昭和6年）
- 第1号埋立地: 品川区東品川2丁目
- 第2号埋立地: 品川区東品川1丁目
- 第3号埋立地: 品川区東品川3〜4丁目

### 東京港修築事業計画
※1931年（昭和6年）からの10ヶ年計画
- 第8号埋立地: 港区海岸3丁目
- 第9号埋立地: 港区港南3〜4丁目
- 第10号埋立地: 江東区有明1〜2丁目（有明北） - 東京臨海副都心の一部
- 第11号埋立地: 江東区東雲2丁目
- 竹芝桟橋背面埋立地: 港区海岸1丁目
- 芝浦艀溜背面埋立地: 港区海岸3丁目
- 豊洲物揚場背面埋立地: 江東区豊洲5丁目
- 月島物揚場背面埋立地: 中央区豊海町

### 越中島駅敷地造成事業計画
1938年（昭和13年）〜1945年（昭和20年）、1965年（昭和40年）〜
- 砂町東部埋立地: 江東区新砂2丁目
- 塩浜町西部埋立地: 江東区塩浜2丁目

### 京浜運河開削工事および埋立地造成事業計画
太平洋戦争のため一時中断したが戦後再開した。
1939年（昭和14年）〜
- 京浜1区： 品川区勝島町の一部
- 京浜2区： 大田区平和島（1939年〜1967年）
- 京浜3区： 大田区昭和島（1939年〜1967年）
- 京浜6区： 大田区京浜島（1939年〜）

### 東京市飛行場計画
当時としては世界最大級の国際空港が建設される計画であったが、日中戦争により打切られた。埋立地は、その後海水浴場や塵芥処理場として使用され、現在は夢の島として姿を残している。
1939年（昭和14年）〜
※当該地区の埋立事業は「東京港改訂港湾計画」14号その1埋立地に編入。

### 東京港整備計画
東京港港湾計画
- 10号地： 江東区有明3〜4丁目（有明南） - 東京臨海副都心の一部
- 11号地： 江東区東雲2丁目
- 12号地： 江東区辰巳3丁目
- 13号地： 港区台場、品川区東八潮、江東区青海 - 東京臨海副都心の一部
- 14号地： 江東区夢の島、新木場、新砂3丁目8番の一部
- 15号地： 江東区若洲

## 客船・フェリーターミナルへの交通

### 竹芝旅客ターミナル
- ゆりかもめ 竹芝駅隣接
- JR東日本（山手線、京浜東北線）、東京モノレール 浜松町駅から徒歩8分
- 都営地下鉄（浅草線、大江戸線） 大門駅から徒歩13分

### 日の出桟橋
- ゆりかもめ 日の出駅から徒歩3分
- JR東日本（山手線・京浜東北線）、東京モノレール 浜松町駅から徒歩15分
- 都営地下鉄（浅草線・大江戸線） 大門駅から徒歩20分

### 東京港フェリーターミナル
- 東京臨海高速鉄道（りんかい線）： 国際展示場駅から徒歩約30分
オーシャン東九フェリー利用者向けに国際展示場駅から有料送迎車が運行されている。
- ゆりかもめ ： 東京ビッグサイト駅から徒歩約25分
- 自動車の場合は首都高速道路湾岸線の台場出入口、臨海副都心出入口、有明出入口利用。
- 地図 東京港フェリーターミナル案内

### 沖縄・奄美航路船客待合所
- 東京臨海高速鉄道（りんかい線） 国際展示場駅から徒歩約20分
- ゆりかもめ 東京ビッグサイト駅から徒歩約15分
- 自動車の場合は首都高速湾岸線の台場出入口、臨海副都心出入口、有明出入口利用。

## その他
- 国鉄（広義）の鉄道連絡船は民営化により変更されるまですべて東京港に船籍をおいていた。
- 海上保安庁の船舶はすべて東京港に船籍を置いている。